# Химар
Хима́р (араб. خِمَار‎ — покрывало (женское); вуаль) — платок, которым мусульманки покрывают голову и переднюю часть груди, но не лицо. Иногда может означать не только платок, но и любое покрывало вообще.
В Аравии женщины носили платки-химары и до появления ислама, но обычно не покрывали ими шею и грудь. Не идентичен понятию хиджаб, но иногда слово «хиджаб» также переводят как «платок». В 31-м аяте суры «Ан-Нур» содержится требование для новообращённых мусульманок: «…и пусть прикрывают своими покрывалами вырез на груди…». В этом аяте слово химар используется во множественном числе (араб. خُمُر‎, хумур).